# Markus Förster
Markus Förster (ur. 3 maja 1988 roku w Ilmenau) – niemiecki narciarz, specjalista kombinacji norweskiej, złoty medalista mistrzostw świata juniorów.

## Kariera
Po raz pierwszy na arenie międzynarodowej Markus Förster pojawił się 1 marca 2003 roku, kiedy wystartował w zawodach juniorów w Le Brassus. Zajął wtedy 14. miejsce w konkursie rozgrywanym metodą Gundersena. W 2008 roku wystartował na Mistrzostwach Świata Juniorów w Zakopanem, gdzie wspólnie z kolegami z reprezentacji zdobył złoty medal w sztafecie. Indywidualnie był dwunasty w Gundersenie i trzynasty w sprincie.
W Pucharze Kontynentalnym zadebiutował 8 stycznia 2007 roku w Klingenthal, gdzie zajął 34. miejsce w sprincie. Pierwsze punkty wywalczył 9 marca 2007 roku w Stryn, gdzie był czwarty w sprincie. W klasyfikacji generalnej sezonu 2006/2007 zajął ostatecznie 24. pozycję. Od tej pory Förster startuje głównie w zawodach PK. Jeszcze nie stanął na podium konkursów tego cyklu, choć dwukrotnie zajmował czwarte miejsca: 23 stycznia 2010 roku w Bischofshofen i 12 marca 2011 roku w Høydalsmo. Jak dotąd nie pojawił się w zawodach Pucharu Świata.

## Osiągnięcia

### Mistrzostwa świata juniorów
| Miejsce | Dzień     | Rok  | Miejscowość | Konkurencja          | Wynik zwycięzcy | Strata      | Zwycięzca         |
| ------- | --------- | ---- | ----------- | -------------------- | --------------- | ----------- | ----------------- |
| 12.     | 27 lutego | 2008 | Zakopane    | Gundersen HS94/10 km | ?               | +3:51.9 min | Alessandro Pittin |
| 1.      | 28 lutego | 2008 | Zakopane    | Sztafeta HS94/4x5 km | 59:32.9 min     | -           | -                 |
| 13.     | 29 lutego | 2008 | Zakopane    | Sprint HS94/5 km     | ?               | +1:17.0 min | Tomaz Druml       |

### Puchar Kontynentalny

#### Miejsca w klasyfikacji generalnej
- sezon 2006/2007: 24.
- sezon 2007/2008: 33.
- sezon 2008/2009: 27.
- sezon 2009/2010: 30.
- sezon 2010/2011: 16.

#### Miejsca na podium chronologicznie
Jak dotąd Förster nie stał na podium indywidualnych zawodów Pucharu Kontynentalnego.

### Letnie Grand Prix

#### Miejsca w klasyfikacji generalnej
- 2008: 39.
- 2010: 26.

#### Miejsca na podium chronologicznie
Jak dotąd Förster nie stał na podium indywidualnych zawodów LGP.